# Nüydü
Nüydü è un comune dell'Azerbaigian situato nel distretto di Ağsu. Conta una popolazione di 577 abitanti.